# Forcipata forficula
Forcipata forficula är en insektsart som beskrevs av Hamilton 1998. Forcipata forficula ingår i släktet Forcipata och familjen dvärgstritar. Inga underarter finns listade i Catalogue of Life.